# Hubbell (Nebraska)
Hubbell é uma vila localizada no estado americano de Nebraska, no Condado de Thayer.

## Demografia
Segundo o censo americano de 2000, a sua população era de 73 habitantes.
Em 2006, foi estimada uma população de 65, um decréscimo de 8 (-11.0%).

## Geografia
De acordo com o United States Census Bureau, a localidade tem uma área de 0,8 km², sem área coberta por água. Hubbell localiza-se a aproximadamente 433 m acima do nível do mar.

## Localidades na vizinhança
O diagrama seguinte representa as localidades num raio de 16 km ao redor de Hubbell.